# Evolução divergente
Evolução divergente ou divergência evolutiva ocorre quando duas ou mais características biológicas têm uma origem evolutiva comum, divergindo porém ao longo da sua história evolutiva. Isto também é conhecido como adaptação ou evolução adaptativa. Estes caracteres podem ser estruturas visíveis de diferentes espécies ou entidades moleculares, como genes ou um ciclo bioquímico. Este é um tipo de relação que é observada na biologia evolutiva. Populações da mesma espécie, por migração ou outro evento, acabam ocupar habitats com condições diferentes. Ao longo de gerações, as diferentes pressões ambientais fazem com que a selecção natural actue de maneira diferente nos dois grupos, levando a divergência das funções de órgãos, estruturas, genes. Dado tempo suficiente, estas diferenças eventualmente levam à especiação.

## Antecedente Histórico

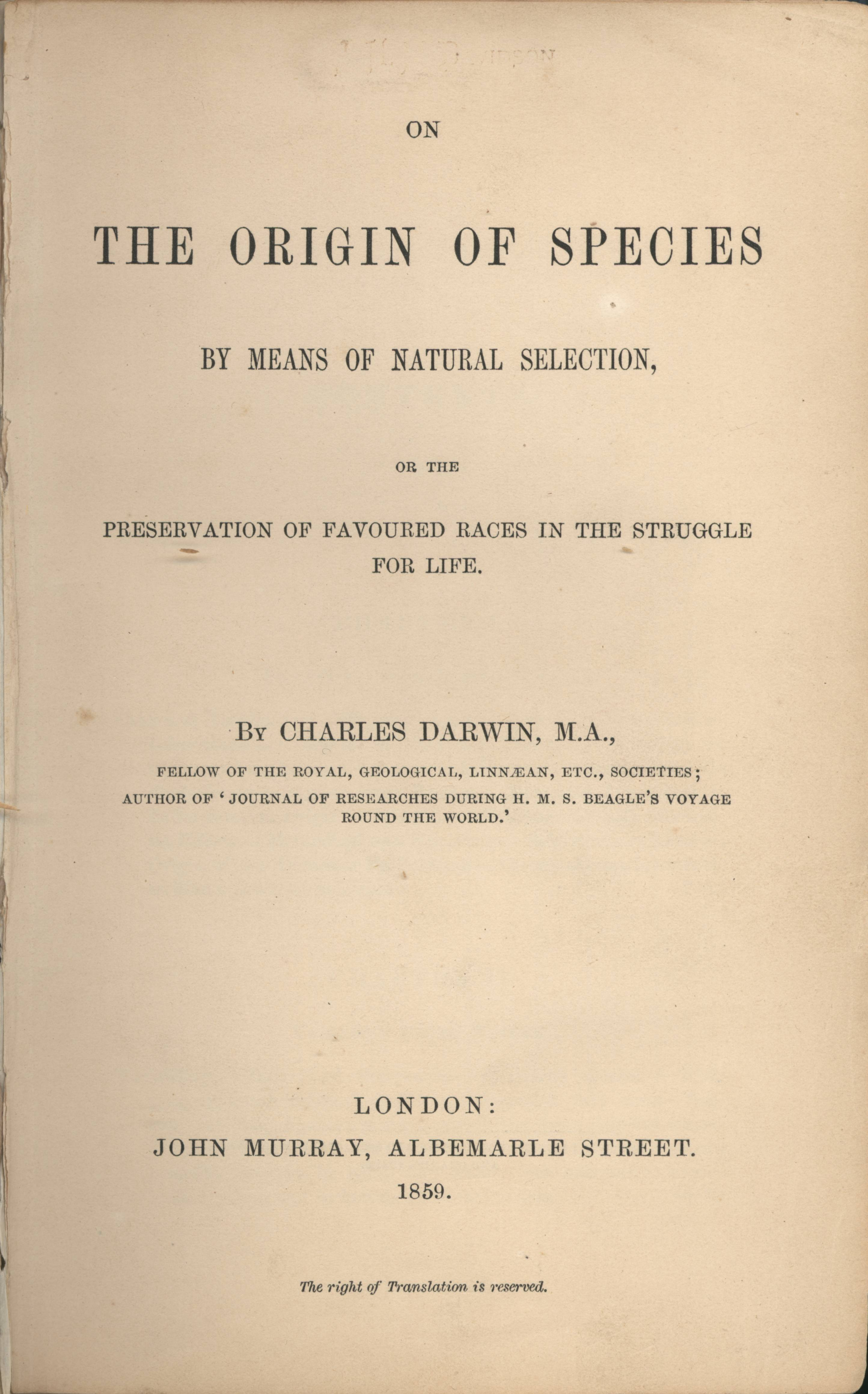
Edição em inglês do livro A Origem das Espécies de Darwin

O termo divergência foi empregado pela primeira vez no livro A origem das espécies (On the Origem of Species – no original inglês), publicado em 1859. O livro A origem das espécies foi escrito pelo naturalista inglês Charles Robert Darwin (1809-1882) com base nas experiências adquiridas em sua viagem a bordo do navio inglês HMS Beagle, que durou quatro anos e nove meses, dois terços dos quais Darwin esteve em terra firme. Durante sua viagem ele estudou uma grande variedade  de espécies até então desconhecidas para a ciência.  Percorreu os continentes americano, africano e asiático, além da Oceania e as famosas ilhas Galápagos, onde pode observar a variação de características de uma mesma espécie entre as diversas ilhas do arquipélago.
Quando Charles Robert Darwin escreveu sua obra reconhecida mundialmente nos dias de hoje, denominada como A Origem das Espécies, ele lançou a teoria do Princípio da Divergência dos Caracteres, onde explicava o processo de evolução e adaptação dos seres vivos. O Princípio da Divergência dos Caracteres chamou a atenção pela primeira vez para as pequenas diferenças físicas, que a princípio mal não podiam ser percebidas, mas que se somavam até tornarem nítidas, distinguindo assim as espécies entre si em relação ao seu ancestral mais comum. Constatou então que, quanto mais diversificado se tornam os indivíduos de uma espécie mesma no que se refere à uma determinada estrutura, constituição  ou hábitos, tanto mais esta espécie estará capacitada a predominar em um habitat muito mais amplo e diferente dos demais, ocupando, por conseguinte, distintas áreas existentes na natureza e enfim, podendo de te tal modo se reproduzir por meios completos e amplos.
Se em algum período da história de vida de certas populações da mesma espécie, seja por migração, ou devido algum acontecimento geológico ou ainda por outro tipo de evento, ocupa habitats com condições diferentes, pode ocorrer ao longo das gerações, devido às diferentes pressões ambientais um processo de seleção natural que atue de maneira diferente nos dois grupos, levando a divergência das funções de órgãos,genes e estruturas desta espécie.

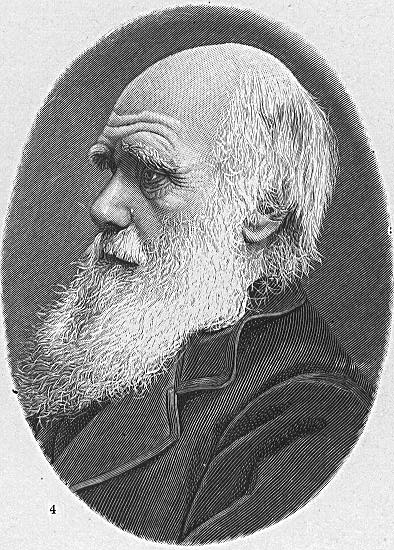
Charles Darwin tornou-se famoso estudando a evolução das espécies.

Da mesma forma , a competição entre os indivíduos semelhantes  levará à evolução da espécie, com o surgimento de novas adaptações, para que estas reduzam a intensidade desta competição. Também é importante frisar que à medida que ocorrem mudanças no ambiente e nas espécies que estão competindo, estas espécies desenvolverão, da mesma forma, novas adaptações. Essas adaptações são consideradas como resultado da seleção natural sobre os indivíduos da mesma população que apresentam adaptações vantajosas ou que, quando migram para um novo ambiente, são selecionados por serem aqueles indivíduos que possuem características que os tornam mais adaptados a este novo meio. Depois de um determinado período de tempo, estas diferenças serão tão grandes entre os indivíduos que impossibilitarão o cruzamento entre eles. São estas diferenças que eventualmente levam ao que chamamos de especiação. A substituição das características evidencia que a competição pode causar divergências entre espécies estreitamente relacionadas. e que grande parte da diversidade da vida pode ter surgido através de sucessivos processos de sessões de radiação adaptativa e que a concorrência de recursos naturais e predação podem se sugeridos como mecanismos de condução deste processo.
É possível afirmar que a competição é mais forte quando ela é intra-específica, que são aqueles tipos de relações que ocorrem entre indivíduos da mesma espécie, pois de certo modo uma determinada espécie só vai ter um competidor que explore os mesmo recursos como: comer do mesmo alimento, no mesmo horário, no mesmo local, se ele for geralmente da mesma espécie. Para que esse problema de competição possa ser alterado, uma forma de resolver esta situação é tornar-se diferente de seu competidor. A competição entre os indivíduos semelhantes levará à evolução, de novas adaptações, que reduzam a intensidade da competição, desta forma o resultado será a divergência. Assim a substituição de características evidencia que a competição pode, e é um fator causador da divergência entre espécies que se mantêm estreitamente relacionadas.

## Exemplos de Evolução Divergente

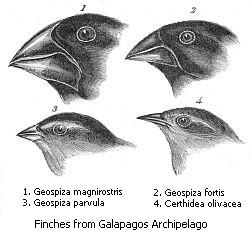
Variação do bico em diferentes espécies nos tentilhões de Darwin

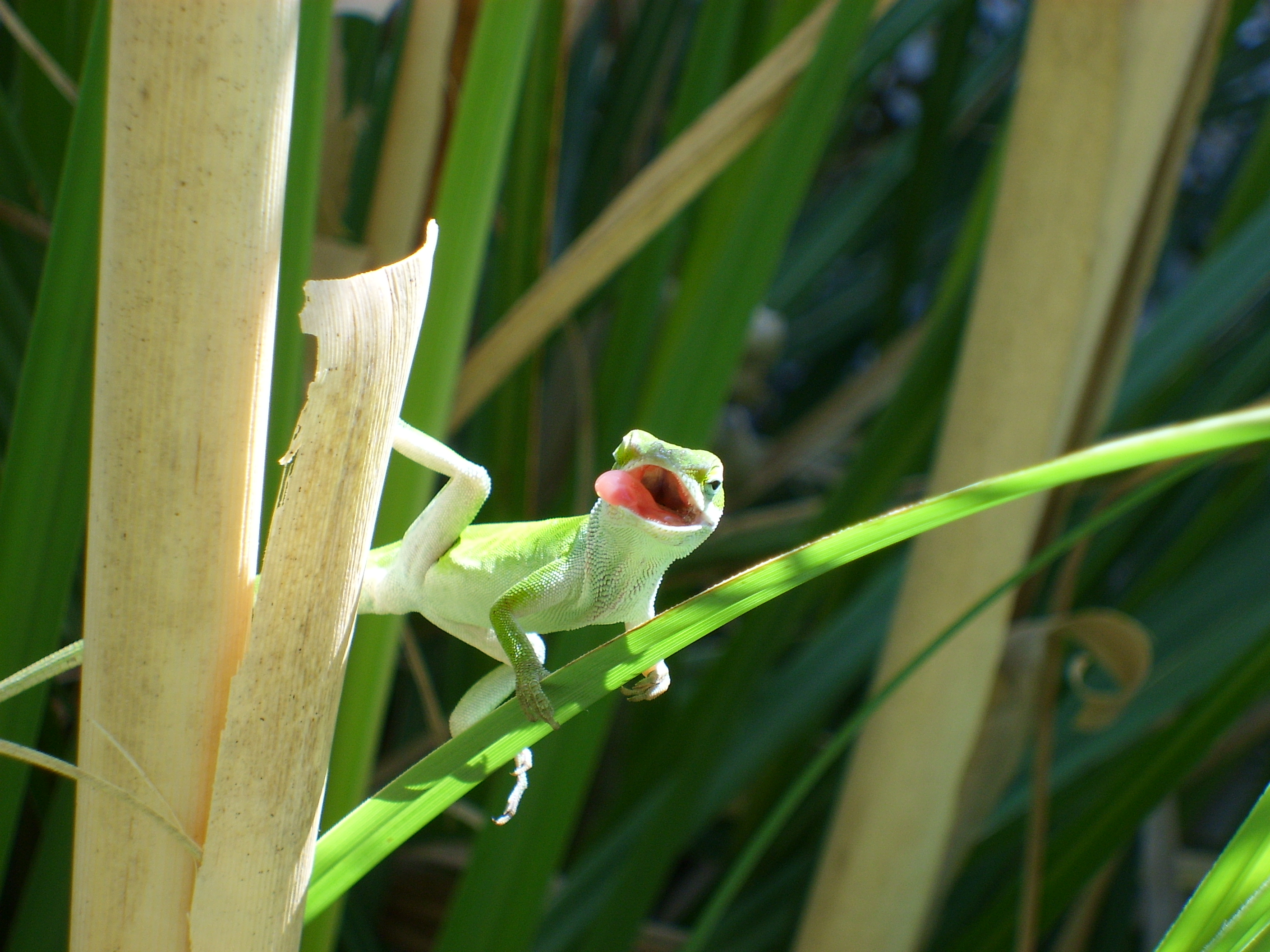
Anolis carolinensis vive principalmente em árvores dos Estados Unidos ou em certas ilhas do Caribe

As atuais 14 diferentes espécies de aves conhecidas como  de tentilhões de Darwin que habitam as Ilhas Galápagos derivam de uma única espécie, originados de um pequeno bando de aves denominadas sanhaços que invadiu as ilhas do arquipélago há cerca de 2,3 milhões de anos, provavelmente oriundos da América do Sul ou da América Central. Provavelmente devido a um ou mais fatores evolutivos, como, por exemplo, o isolamento geográfico, ambiente ecológico ou a competição, surgiram, a partir de uma única espécie, todas as demais espécies que habitam as ilhas. Estas novas espécies surgiram dotadas de novas estruturas e com novos hábitos diferentes umas das outras.

Entre as aves, o bico é o principal instrumento usado pelas aves na alimentação, e a enorme variação morfológica dos bicos entre os tentilhões de Galápagos reflete a diversidade de alimentos que esses pássaros comem. Espécies de um determinado gênero se alimentam de insetos, néctar e aranhas, já espécies de...

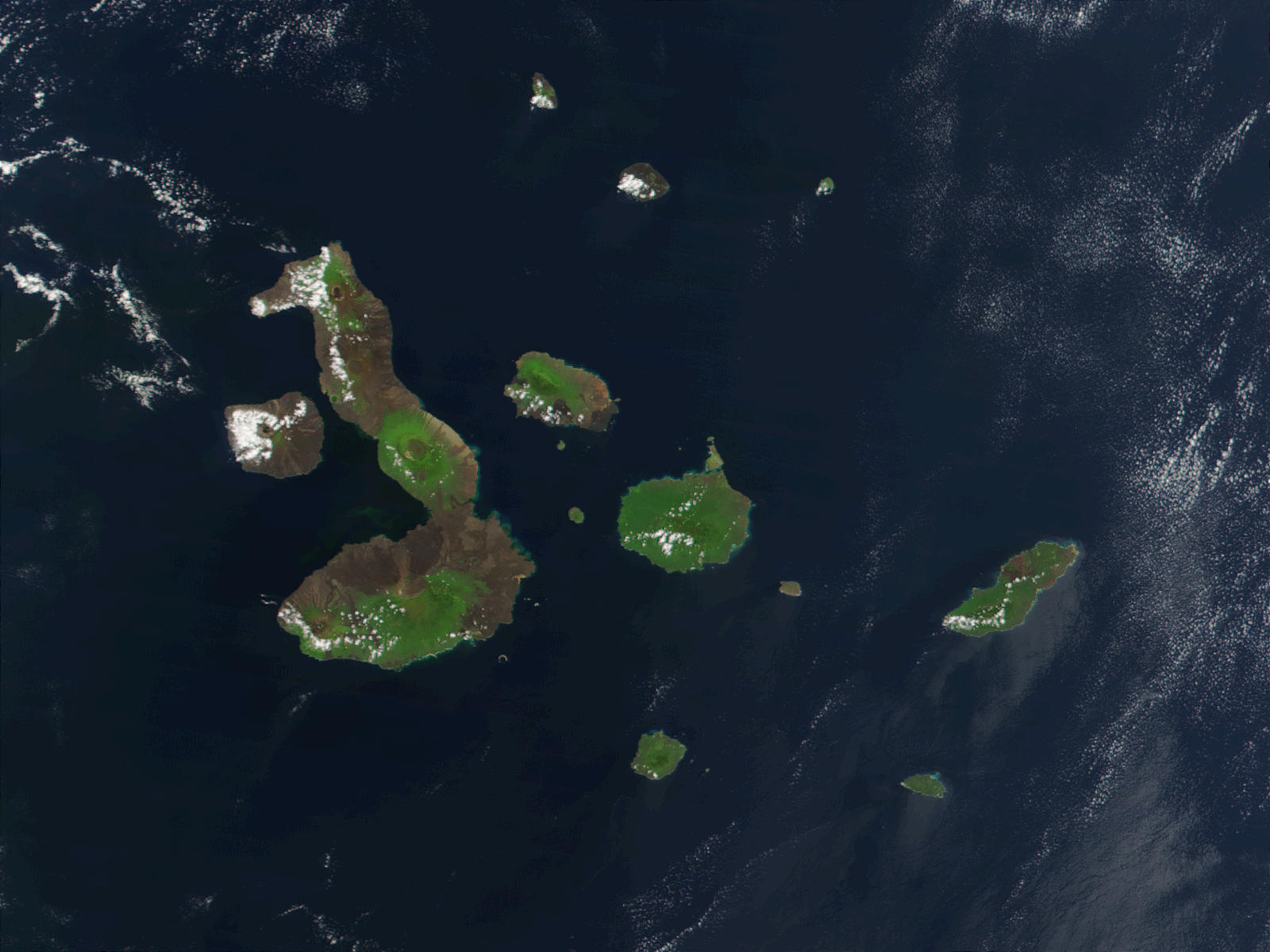
Ilhas Galápagos, um bom exemplo de isolamento geográfico

 ...outro grupo possuem uma habilidade muito interessante e peculiar, com auxílio do bico, eles usam espinhos de cactos como ferramentas para arrancar larvas de insetos ou térmites de madeira morta ou em decomposição, ainda existem espécies de tentilhões que se alimentam apenas de folhas e frutos e outros que além de comerem sementes capturam carrapatos que se encontram aderidos a pele de outros animais como as iguanas e tartarugas. O bico é ainda um bom exemplo de estrutura que modificou-se entre as espécies de tentilhões por outro motivo, pois além da obtenção dos alimentos que cada diferente espécie se alimenta, o bico também se modificou para ser utilizado como instrumento de atração sexual, logo, a modificação do bico foi importante para diferentes funções como obtenção de alimento e para a reprodução.
Citando outro exemplo ainda, é possível descrever  o caso de uma espécie de lagarto do gênero Anolis, onde se teve a partir de uma única espécie, o surgimento de  outras espécies com modificações adaptadas para cada tipo de nicho em que a espécie se encontra. As espécies que frequentam os arbustos, por exemplo, possuem uma cauda mais longa e patas mais curtas, para que estas ajudem na manutenção do equilíbrio quando o animal se locomove entre os galhos. Outro exemplo é o das espécies que habitam a região de dossel (a copa das árvores).  Estas espécies  possuem  patas longas, que são utilizadas para se locomoverem entre os galhos mais altos das árvores, e ainda existe o exemplo das espécies que vivem na parte mais próxima do solo, que são portadoras de uma cauda de menor porte ou tamanho. Estas três diferentes situações encontradas nas espécies de Anolis demonstram que uma mesma espécie evoluiu, se adaptando com modificações diversas para se adaptarem aos diferentes meios em que elas vivem, evitando assim um competição pelos mesmos nichos nas ilhas em que são encontrados, em certas ilhas do Caribe.

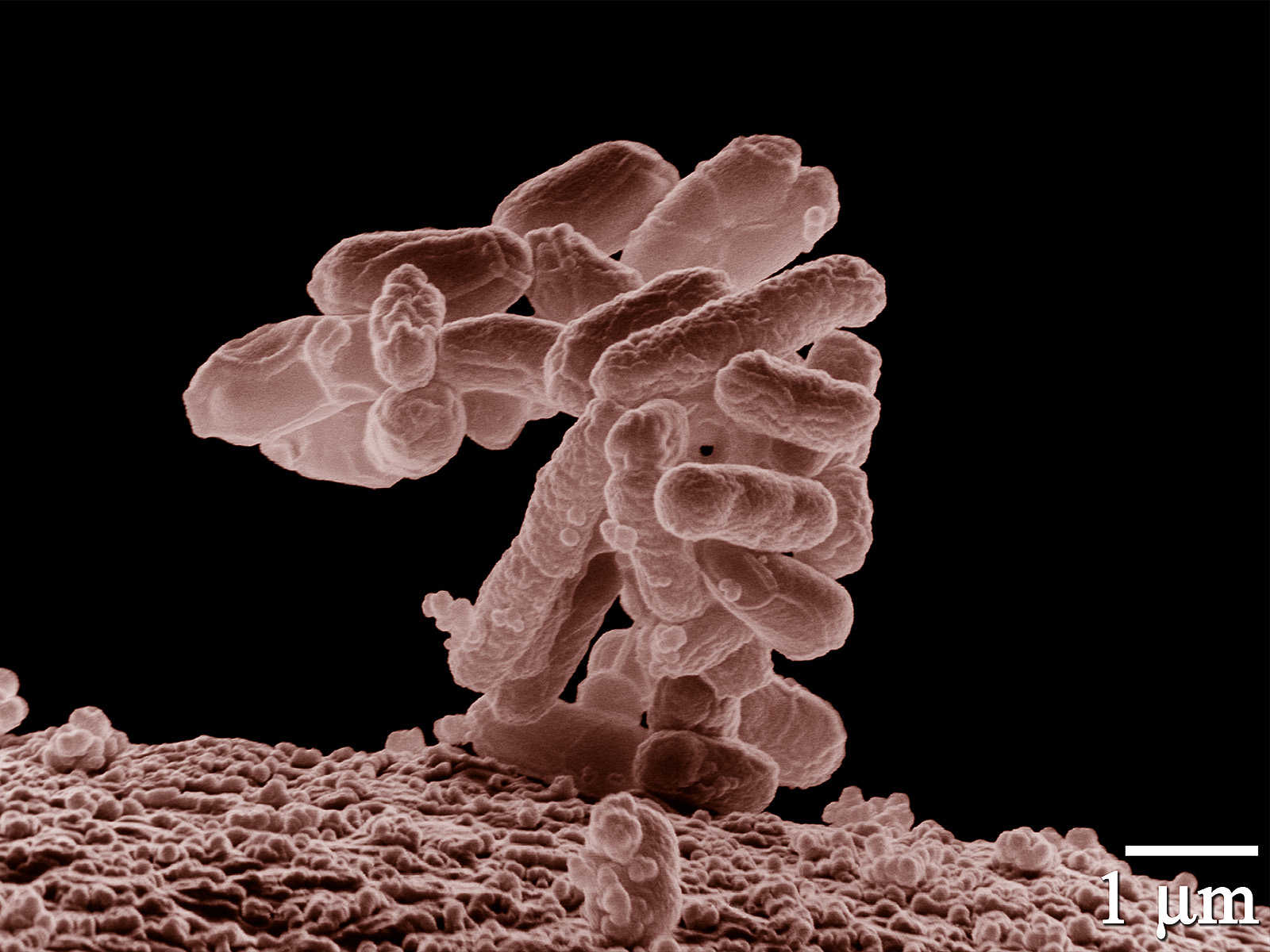
Imagem microscópica de Escherichia coli

Entre muitos outros exemplos existentes sobre evolução divergente, se tem o caso onde foi observado a partir de um estudo realizado em laboratório de pesquisa. Neste estudo, uma população de bactérias da espécie Escherichia coli foram acondicionadas em um ambiente com um baixo teor de fosfato, que é indispensável para o crescimento bacteriano. Foi conseguido pelos pesquisadores após trinta e sete dias de crescimento contínuo, isolarem indivíduos mutantes com importantes diferenças nos genes reguladores. Em um mesmo ambiente, a partir de um inóculo inicial geneticamente homogêneo, uma população de bactérias idênticas evoluiu de forma divergente para melhor se adaptar às condições do meio.
O que atrai a atenção neste exemplo de processo de evolução divergente é que o fenômeno ocorreu em meio ambiente constante, sem barreiras físicas, certos indivíduos criaram estratégias distintas de adaptação que resultaram em mutações em diferentes genes regulatórios.
Assim sendo, todas estas modificações das estruturas podem ser  consideradas como o resultado da seleção natural sobre indivíduos de uma mesma população que apresentam adaptações mais vantajosas ou que, quando migram para um  novo ambiente, são selecionados porque possuem características que os tornam mais adaptados a esse meio.